# Leon Kossoff
Pour les articles homonymes, voir Kossoff.
Leon Kossoff, né le 10 décembre 1926 à Islington et mort le 4 juillet 2019 à Londres, est un peintre et graveur expressionniste britannique, connu pour ses portraits et ses dessins de paysages londoniens.

## Biographie
Leon Kossoff est né en 1926 à Islington, quartier de Londres, où il a vécu la majeure partie de son enfance. En 1939, il a été évacué vers King's Lynn, Norfolk, où il a vécu avec Mr et Mme RC Bishop, qui ont encouragé son intérêt pour l'art. Pendant ce temps, Kossoff fait ses premières peintures. Quand il rentre à Londres en 1943, Kossoff se rend à la St Martin's School of Art où il étudie l'art commercial. Il suit également des cours de modèle vivant à Toynbee Hall.
 
Une fois sa formation achevée, il passe trois ans de service militaire au Royal Fusiliers. Rattaché au 2e Bataillon de la Brigade juive, il sert en Italie, en Hollande, en Belgique et en Allemagne. Après son service militaire, en 1949, il retourne à la St Martin's School of Art et développe avec émotion sa peinture. Kossoff choisit essentiellement comme sujet la région de Londres, où il est né.
En 1959, Leon Kossoff commence à enseigner l'art. Tout en enseignant, il poursuit sa carrière artistique et expose dans de nombreuses galeries et salons, avec son ami Frank Auerbach et d'autres artistes, tels que Francis Bacon, Lucian Freud et Keith Critchlow, un ami d'école de la St Martin's School of Art. Pendant ce temps, Leon Kossoff déménage son atelier à Willesden Junction puis en 1966 à Willesden Green.
En 2007, la National Gallery (Londres) a organisé une exposition retrospective de l'œuvre de Leon Kossoff.
Il a été nommé commandeur de l'ordre de l'Empire britannique et a refusé la distinction.
En 2013-2014, les paysages urbains de Leon Kossoff sont montrés dans une exposition itinérante internationale, intitulée Leon Kossoff : London Landscapes.
Leon Kossoff meurt le 4 juillet 2019 à Londres.

## Expositions
- 2013 : London Landscapes, Galerie Lelong, Paris[6]
- 2006 : Portraits, James Hyman Gallery, Londres
- 2005 : Fifty Years of British Landscape Painting, James Hyman Gallery, Londres
- 2003 : From life : Andrews, Auerbach, Bevan, Bomberg, Coldstream, Kossoff, Sickert, Uglow, James Hyman Gallery, Londres
- 2002 : Leon Kossoff, Annandale Galleries, Sydney ; Leon Kossoff: Drawn to Painting after Poussin, Rubens and Other Related Works, Pillsbury & Peters Fine Art, Dallas, Texas
- 2000 : Leon Kossoff, Annely Juda Gallery, Londres
- 1996 : Leon Kossoff, Tate Gallery, Londres
- 1995 : Leon Kossoff, Biennale de Venise, Italie
- 1988, 1993 : Leon Kossoff, Anthony D'Offay Gallery, Londres
- 1984 : Leon Kossoff, Fischer Fine Art, Londres
- 1983 : Leon Kossoff, Hirschl and Adler Modern, New York
- 1982 : Leon Kossoff, L.A. Louver, Los Angeles
- 1981 : Leon Kossoff, Museum of Modern Art, Oxford
- 1973, 1975, 1979 : Leon Kossoff, Fischer Fine Art, Londres
- 1972 : Leon Kossoff, Whitechapel Gallery, Londres
- 1966 : Leon Kossoff, Marlborough Fine Art, Londres
- 1979, 1984 : Leon Kossoff, Fischer Fine Art, Londres
- 1957-1964 : Leon Kossoff, Six exhibitions, Beaux Arts Gallery, Londres

## Publications
- Leon Kossoff: Recent Paintings (catalogue d'exposition., préface D. Mercer, Londres, Whitechapel Gallery, 1972)
- Leon Kossoff: Paintings from a Decade, 1970–1980 (catalogue d'exposition, préface D. Elliott, Oxford, MOMA, 1981)
- Leon Kossoff (catalogue d'exposition, préface L. Gowing, Londres, Anthony d'Offay Gallery, 1988)
- London Landscapes (catalogue d'exposition, Andrea Rose, 2013)